# Hadia Ben Abdelghani
Hadia Ben Abdelghani, née le 24 mars 1994 à Marseille, est une joueuse internationale tunisienne de football.
Elle évolue au poste de milieu de terrain offensif au Football Association Marseille Féminin et avec la sélection tunisienne

## Biographie
Elle commence le football à l'Olympique de Marseille en division honneur challenger, soit la quatrième division française. Elle porte le maillot olympien pour la première fois le 18 novembre 2012 lors d'un match de coupe de France contre le Thor puis marque son premier but le 2 décembre suivant dès son premier match de championnat. Elle termine championne et accède à la division supérieure. Elle s'incline par contre en finale de la coupe de la Ligue de Méditerranée face au FCF Monteux évoluant en deuxième division.
Pour la saison 2013-2014, les Olympiennes terminent premières de leur poule et se qualifient par le championnat inter-régional qu'elles remportent et valident leur montée en deuxième division. Elles remportent également la coupe de la Ligue de Méditerranée en battant en finale l'Étoile Aubune.

## Palmarès
Avec l'Olympique de Marseille, elle est championne de division d'honneur challenger (4e division) en 2013 puis championne de division d'honneur (3e division) en 2014.
Elle remporte également la coupe de la Ligue de Méditerranée en 2014 après avoir été finaliste en 2013.